# Droogbossabelvleugel
De droogbossabelvleugel (Campylopterus calcirupicola) is een vogel uit de familie Trochilidae (kolibries). Het is een endemische soort in Brazilië.

## Kenmerken
De vogel is 14 cm lang en weegt 6 gram. De vogel lijkt op de grijsborstsabelvleugel (C. largipennis). De borst en buik zijn lichtgrijs, de onderbuik neigt naar wit. De vleugelveren zijn helder bronsgroen met een koperglans. De snavel is vrij lang en licht gebogen en achter het oog zit een klein wit vlekje. De staart is afgerond en telt tien staartpennen die bronsgroen van kleur zijn, terwijl de buitenste drie staartpennen aan beide zijden van de staart voor een groot deel bijna wit zijn. Het verschil tussen mannetje en vrouwtje is klein. Bij het mannetje in broedkleed is het contrast op de staart duidelijker en zijn snavel is iets korter en minder gebogen.

## Nieuwe soort
De vogel werd in 2017 geldig beschreven na grondig onderzoek aan meer dan 1000 balgen in diverse musea, in zowel Brazilië als elders in de wereld, van kolibries uit het soortencomplex van de grijsborstsabelvleugel (C. largipennis). Uit onderzoek aan het mitochondriaal DNA binnen dit soortencomplex bleek al dat er grote onderlinge, genetische verschillen zijn. Ze ontdekten dat vogels uit droge bossen in heuvelland leken op kolibries die hoger in berggebieden (boven de 1000 meter boven zeeniveau) voorkwamen en als ondersoort (C. l. diamantinensis) zijn beschreven. Vogels die in een iets verschillend habitat, op lagere hoogten onder de 1000 meter waren verzameld, vertoonden opmerkelijke verschillen in grootte, meer wit op de staart en andere afmetingen van het borstbeen. Omdat het leefgebied van deze groep duidelijk verschilde, werd geconcludeerd dat hier sprake was van een nieuwe soort.

## Verspreiding en leefgebied
Deze soort is endemisch in de oostelijke delen van het Atlantisch Woud in de deelstaten Minas Gerais, Bahia en Goiás in de droge bossen op hoogten tussen de 460 en 800 meter boven zeeniveau.

## Status
De grootte van de populatie is in 2021 geschat op 2.400-15.000 volwassen vogels en dit aantal neemt af omdat het leefgebied van de soort bedreigd wordt. Op de Rode lijst van de IUCN heeft deze soort daarom de status kwetsbaar.  